# François-René Molé
Pour les articles homonymes, voir Mole et Famille Molé.
François-René Molé est un acteur français, né le 24 novembre 1734 à Paris où il est mort le 10 décembre 1802.

## Biographie
Appelé aussi René-François, il est issu d'une famille bourgeoise : le père après des revers de fortune exerce la profession de graveur et fait l'éducation de ses trois fils. Les deux frères aînés sont placés chez un notaire quand le père meurt. René est placé chez M. Blondel de Gagny, intendant général des finances. Il est plus assidu à se présenter à la Comédie-Française qu'aux écritures demandées par sa fonction.
Il fait ses premières armes au Temple en compagnie de Feulie et d'Auger.
Il débute à la Comédie-Française le 7 novembre 1754 dans Britannicus et Olinde de Zénéide, mais il n’est pas reçu et part jouer en province. Il joue notamment à Lyon, à Toulouse et à Marseille où, en novembre 1759, il reçoit un nouvel ordre de début à la Comédie-Française. Après un second essai, le 28 janvier 1760, il est reçu et en devient sociétaire le 30 mars 1761, puis doyen de 1786 à sa mort. De 1760 à 1801, il ne crée pas moins de 126 rôles avec un égal succès. Il est l’enfant gâté du public dont la faveur ne l’abandonne jamais. Vraie vedette de son temps, il vient fréquemment à Antony se reposer des fatigues de la scène où il paraît jusqu’à un âge avancé. De la vedette, il a aussi la prodigalité et tient table ouverte en sa propriété d’Antony.
Dans la nuit du 2 septembre 1793, il est arrêté, avec 12 autres acteurs du Théâtre-Français restés fidèles à la monarchie, en tant que « suspect », et enfermé à la prison des Madelonnettes, pour avoir joué dans Paméla, représentation théâtrale jugée séditieuse.
François Molé aime séjourner dans sa propriété d’Antony. Il ne cesse, chaque fois qu’il le peut, d’acheter de nouvelles pièces de terres. Il agrandit ainsi son parc vers le sud au lieu-dit « le Paradis ». Cela lui permet d’affirmer qu’en dépit de son état de comédien, mal famé à cette époque, il irait à sa mort en Paradis. Et de fait, il y est enterré : selon son désir, il est inhumé dans sa propriété à Antony. Son tombeau se trouve près de l’entrée du parc Heller, dans l’avenue qui porte son nom.
Sa maison que l’on voit sur le plan d’Antony, daté de 1753, était située 1 rue des Sources. Il n’en subsiste aujourd’hui que la demi-lune de l’entrée, ainsi que les communs constitués par les écuries construites dans la seconde moitié du XVIIIe siècle. Le bâtiment principal a été démoli vers 1815 pour être remplacé par le château Saran, dans le parc aujourd’hui nommé parc Heller.
Sa fille lui fit élever un tombeau dans le parc de sa demeure. Ce tombeau, de grandes dimensions (1,30 m de côté, 1,80 m de hauteur) est classé à l’inventaire. Ce parc a été loti en partie depuis, mais le tombeau est toujours visible.
La maison de François Molé fait l’objet d’un classement au titre des monuments historiques depuis le 24 mai 1974.

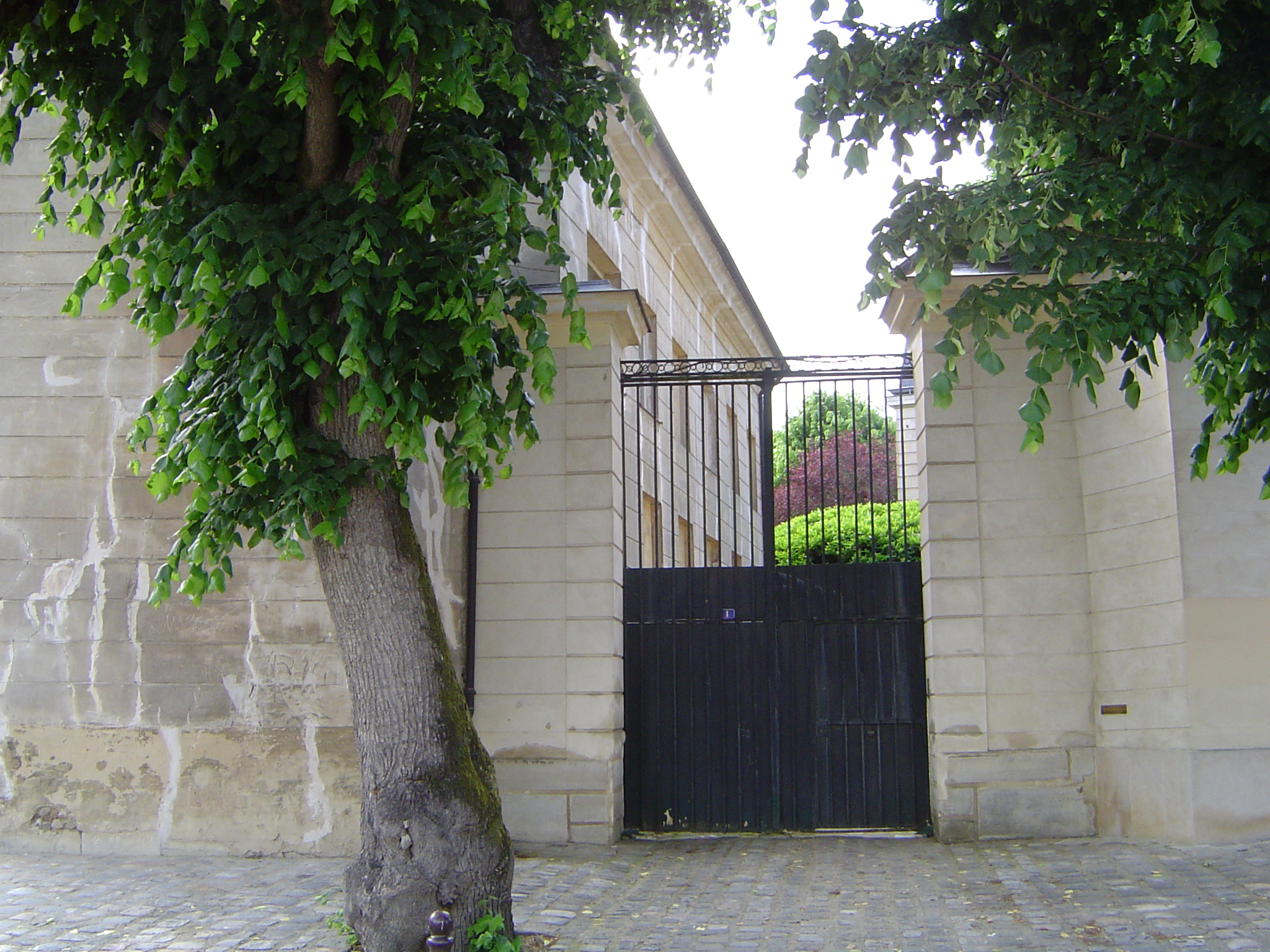
Entrée de la propriété de François Molé
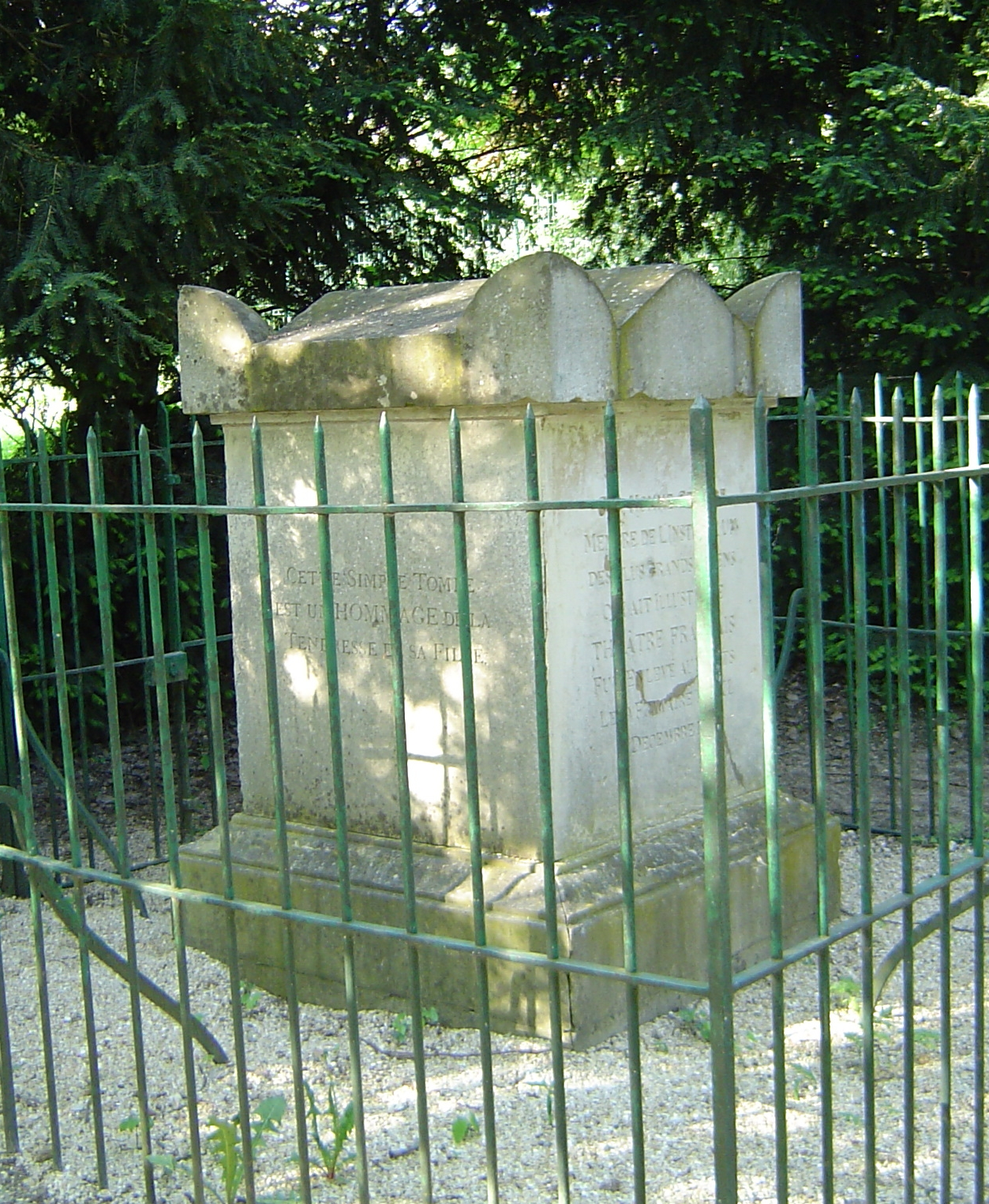
Tombeau de François Molé
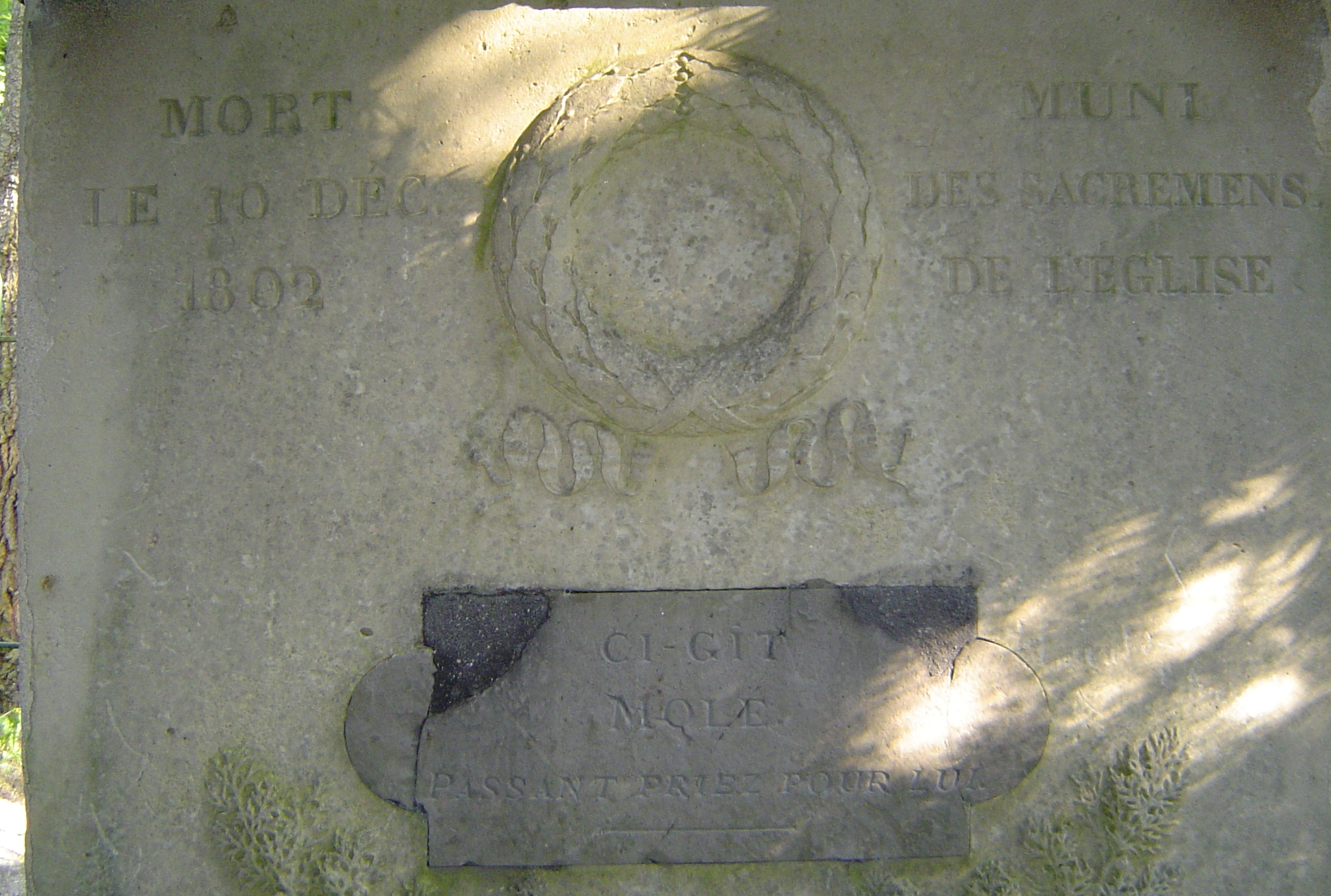
Tombeau de François Molé (détail)

## Théâtre

### Carrière à la Comédie-Française
- 1763 : L'Anglais à Bordeaux de Charles-Simon Favart : Darmant
- 1765 : L'École des maris de Molière : Valère
- 1765 : L'Avare de Molière : Cléante[7]
- 1765 : Andromaque de Jean Racine : Pyrrhus[8]
- 1765 : Adélaïde du Guesclin de Voltaire : le duc de Nemours
- 1765 : Le Philosophe sans le savoir de Michel-Jean Sedaine : Vanderk fils
- 1765 : L'Orpheline léguée de Bernard-Joseph Saurin : Damis
- 1765 : La Bergère des Alpes de Desfontaines-Lavallée : Fonrose
- 1765 : Le Tuteur dupé de Jean-François Cailhava de L'Estandoux : Damis
- 1765 : Le Menteur de Pierre Corneille : Alcippe
- 1765 : Le Légataire universel de Jean-François Regnard : Eraste
- 1765 : L'Étourdi ou les Contretemps de Molière : Lélie
- 1765 : Cinna de Pierre Corneille : Maxime
- 1765 : Les Folies amoureuses de Jean-François Regnard : Eraste
- 1765 : Zaïre de Voltaire : Nérestan
- 1765 : L'École des femmes de Molière : Horace
- 1765 : Le Méchant de Jean-Baptiste Gresset : Valère
- 1766 : Britannicus de Jean Racine : Britannicus
- 1766 : Brutus de Voltaire : Titus
- 1766 : Artaxerce d'Antoine-Marin Lemierre : Artaxerce
- 1766 : Les Plaideurs de Jean Racine : Léandre
- 1766 : Le Misanthrope de Molière : Acaste
- 1766 : Phèdre de Jean Racine : Hippolyte
- 1766 : Alzire de Voltaire : Gusman
- 1766 : Horace de Pierre Corneille : Curiace
- 1766 : Crispin rival de son maître d'Alain-René Lesage : Valère
- 1766 : Mahomet de Voltaire : Séide
- 1766 : Le Médecin malgré lui de Molière : Léandre
- 1766 : Turcaret ou le Financier d'Alain-René Lesage : le Chevalier
- 1766 : Amphitryon de Molière : Jupiter
- 1766 : Rodogune de Pierre Corneille : Séleucus
- 1766 : Tancrède de Voltaire : Loredan
- 1767 : Cosroès de Pierre-François Alexandre Lefèvre : Mirzanès
- 1767 : Hirza d'Edme-Louis Billardon de Sauvigny : Montréal fils
- 1767 : Les Deux Sœurs  d'Antoine Bret : Melcour
- 1767 : Les Scythes de Voltaire : Indatire
- 1767 : L'Époux par supercherie de Louis de Boissy : le Marquis
- 1767 : Mérope de Voltaire : Egiste
- 1767 : Héraclius de Pierre Corneille : Héraclius
- 1767 : Le Cid de Pierre Corneille : Rodrigue
- 1767 : Monsieur de Pourceaugnac de Molière : Eraste
- 1768 : Amélise de Jean-François Ducis : Gélanor
- 1768 : Les Fausses infidélités de Nicolas Thomas Barthe : Dormilly
- 1768 : Les Valets maîtres de la maison de Marc-Antoine-Jacques Rochon de Chabannes : Vermeuil
- 1768 : Gustave Wasa d'Alexis Piron : Frédéric
- 1768 : Béverley de Bernard-Joseph Saurin : Béverley
- 1768 : Hylas et Sylvie de Marc-Antoine-Jacques Rochon de Chabannes : Hylas
- 1768 : Laurette de Gérard Du Doyer de Gastels : le comte de Luzy
- 1768 : Les Deux Frères d'Alexandre-Guillaume de Moissy : le chevalier
- 1768 : Les Fourberies de Scapin de Molière : Léandre
- 1768 : Alzire de Voltaire : Zamore
- 1768 : Bajazet de Jean Racine : Bajazet
- 1768 : Le Bourgeois gentilhomme de Molière : Cléante
- 1769 : L'Orphelin anglais de Charles-Henri de Longueil : Thomas Spencer
- 1769 : Le Mariage interrompu de Jean-François Cailhava de L'Estandoux : Damis
- 1769 : Inès de Castro d'Antoine Houdar de La Motte : Don Pèdre
- 1769 : Julie de Dominique-Vivant Denon : Damis
- 1769 : La Seconde Surprise de l'amour de Marivaux : Le chevalier
- 1769 : Le Père de famille de Denis Diderot : Saint-Albin
- 1769 : Hamlet de Jean-François Ducis d'après William Shakespeare : Hamlet
- 1769 : Le Menteur de Pierre Corneille : Dorante
- 1770 : Les Deux Amis ou le Négociant de Lyon de Beaumarchais : Melac fils
- 1770 : Le Marchand de Smyrne de Sébastien-Roch Nicolas de Chamfort : Hassan
- 1770 : Cinna de Pierre Corneille : Cinna
- 1770 : Iphigénie de Jean Racine : Achille
- 1770 : Rodogune de Pierre Corneille : Antiochus
- 1770 : Athalie de Jean Racine : Azarias
- 1770 : Florinde de Pierre-François Alexandre Lefèvre : Rodéric
- 1770 : La Veuve du Malabar d'Antoine-Marin Lemierre : le général français
- 1771 : Le Fabricant de Londres de Charles-Georges Fenouillot de Falbaire de Quingey : Vilson
- 1771 : Jodelet ou le Maître valet de Paul Scarron : Don Louis
- 1771 : Le Persifleur d'Edme-Louis Billardon de Sauvigny : le comte de Vilsin
- 1771 : L'Heureuse rencontre de Madame de Chaumont et Madame Rozet : Valentin Raymond
- 1771 : Gaston et Bayard de Pierre Laurent Buirette de Belloy : Gaston de Foix
- 1771 : Le Méchant de Jean-Baptiste Gresset : Cléon
- 1771 : La Mère jalouse de Nicolas Thomas Barthe : Terville
- 1771 : Le Bourru bienfaisant de Carlo Goldoni : Dalancour
- 1771 : Le Fils naturel de Denis Diderot : Dorval
- 1771 : Les Amants sans le savoir de Claire-Marie Mazarelli de Saint-Chamond : le marquis de Sainville
- 1771 : Polyeucte de Pierre Corneille : Polyeucte
- 1772 : Les Druides d'Antoine Le Blanc de Guillet : Clodomir
- 1772 : Pierre le Cruel de Pierre-Laurent Buirette de Belloy : Pierre
- 1772 : L'Homme à bonnes fortunes de Michel Baron : Moncade
- 1772 : Horace de Pierre Corneille : Curiace
- 1772 : Roméo et Juliette de Jean-François Ducis d'après William Shakespeare : Roméo
- 1772 : Le Café ou l'Écossaise de Voltaire : Murray
- 1772 : Les Chérusques de Jean-Grégoire Bauvin : Arminius
- 1772 : L'Anglomane de Bernard-Joseph Saurin : Damis
- 1773 : Alcidonis de Lonvay de La Saussaye : Alcidonis
- 1773 : Héraclius de Pierre Corneille : Héraclius
- 1773 : L'Amour à Tempé de Françoise-Cécile de Chaumont, dame Falconet : Hiacinthe
- 1773 : L'Assemblée d'Augustin-Théodore Lebeau de Schosne, suivi de L'Apothéose de Molière (ballet)
- 1773 : La Feinte par amour de Claude-Joseph Dorat : Damis
- 1773 : Le Centenaire de Molière de Jean-Baptiste Artaud : Lélie
- 1773 : La Seconde surprise de l'amour de Marivaux : Le chevalier
- 1773 : Orphanis d'Adrien-Michel-Hyacinthe Blin de Sainmore : Arcès
- 1773 : Régulus de Claude-Joseph Dorat : Licinius
- 1773 : Térée et Philomèle d'Antoine Renou : Iphidamas
- 1773 : Sganarelle ou le Cocu imaginaire de Molière : Lélie
- 1774 : La Partie de chasse de Henri IV de Charles Collé : Richard
- 1774 : Le Vindicatif de Gérard Du Doyer de Gastels : Sir James
- 1774 : Les Amants généreux de Marc-Antoine-Jacques Rochon de Chabannes : Telcim
- 1774 : Sophonisbe de Voltaire : Scipion
- 1775 : Le Gâteau des rois de Barthélemy Imbert : prologue
- 1775 : Albert Ier d'Antoine Le Blanc de Guillet : Albert Ier
- 1775 : Le Célibataire de Claude-Joseph Dorat : Terville
- 1775 : Le Mariage clandestin de Pierre-René Le Monnier : Sir Lovervel
- 1775 : Les Arsacides de Peyraud de Beaussol : Thermodate
- 1776 : Abdolonyme ou le Roi berger de Jean-Baptiste Collet de Messine : Aminte
- 1776 : L'École des mœurs de Charles-Georges Fenouillot de Falbaire : Sir James
- 1776 : Le Malheureux imaginaire de Claude-Joseph Dorat : le duc de Nemours
- 1777 : Gabrielle de Vergy de Pierre-Laurent Buirette de Belloy : Raoul de Coucy
- 1777 : L'Amant bourru de Jacques-Marie Boutet de Monvel : Charles de Morinzer
- 1777 : L'Égoïsme de Jean-François Cailhava de L'Estandoux : Philémon
- 1777 : L'Inconséquent ou les Soubrettes de Pierre Laujon : Dorcet
- 1777 : Le Veuvage trompeur de Pierre-Antoine de La Place : Monrose
- 1777 : Mustapha et Zéangir de Chamfort : Zéangir
- 1777 : Zuma de Pierre François Alexandre Lefèvre : Zéliskar
- 1778 : Irène de Voltaire : Alexis Comnène
- 1778 : L'Impatient d'Étienne-François de Lantier : Damon
- 1778 : Le Chevalier français à Londres de Claude-Joseph Dorat : le chevalier
- 1778 : Le Chevalier français à Turin de Claude-Joseph Dorat : le chevalier
- 1778 : Les Barmécides de Jean-François de La Harpe : Amorassan
- 1778 : Eugénie de Beaumarchais : Clarendon
- 1778 : Le Misanthrope de Molière : Alceste
- 1778 : Mithridate de Jean Racine : Pharnace
- 1778 : Tartuffe de Molière : Valère
- 1779 : L'Amour français de Marc-Antoine-Jacques Rochon de Chabannes : Damis
- 1779 : Laurette d'après Jean-François Marmontel : comte de Luzy
- 1779 : Le Droit du seigneur de Voltaire : marquis du Carrage
- 1779 : Les Muses rivales ou l'Apothéose de Voltaire de Jean-François de La Harpe : Apollon
- 1779 : Pierre le Grand de Claude-Joseph Dorat : Menzikoff
- 1779 : Roséide ou l'Intrigant de Claude-Joseph Dorat : Verville
- 1779 : Le Barbier de Séville de Beaumarchais : le comte Almaviva
- 1779 : Agathocle de Voltaire : Argide
- 1780 : Adélaïde de Gérard Du Doyer de Gastels : Farville
- 1780 : Clémentine et Desormes de Jacques-Marie Boutet de Monvel : Desormes
- 1780 : La Réduction de Paris de Desfontaines-Lavallée : Henri IV
- 1780 : Le Bon Ami de Legrand : Lisimon
- 1780 : Les Héros français de Louis d'Ussieux : Trémont
- 1781 : La Discipline militaire du Nord d'Adrien-Chrétien Friedel : Walton
- 1781 : Le Jaloux sans amour de Barthélemy Imbert : le chevalier d'Elcourt
- 1781 : Le Quiproquo de François-René Molé : le marquis d'Orval
- 1781 : Le Rendez-vous du mari de Pierre-Nicolas André de Murville : le comte
- 1781 : Richard III de Barnabé Farmian Durosoy : Richemont
- 1781 : Mithridate de Jean Racine : Xipharès
- 1781 : Nicomède de Pierre Corneille : Nicomède
- 1782 : Bérénice de Jean Racine : Titus (3 représentations de 1782 à 1783)
- 1782 : Henriette ou la Fille déserteur de Mademoiselle Raucourt : colonel de Stélheim
- 1782 : L'Écueil des mœurs de Charles Palissot de Montenoy : Sophanès
- 1782 : L'Inauguration du Théâtre-Français de Barthélemy Imbert : Apollon
- 1782 : Le Flatteur d'Étienne-François de Lantier : Dolci
- 1782 : Le Satirique de Charles Palissot de Montenoy : Valère
- 1782 : Le Vieux garçon de Paul-Ulric Dubuisson : Sainfar
- 1782 : Les Amants espagnols de Jean Simon Ferréol Beaugeard : Firmin
- 1782 : Les Rivaux amis de Nicolas-Julien Forgeot : Melcour
- 1782 : Tibère et Sérénus de Nicolas Fallet : Vibius
- 1782 : Mithridate de Jean Racine : Xipharès
- 1783 : Le Bienfait anonyme de Jean Pilhes : M. de Saintestieu
- 1783 : Le Déjeuner interrompu de Marie-Émilie de Montanclos : Damis
- 1783 : Le Roi Lear de Jean-François Ducis d'après William Shakespeare : Edgard
- 1783 : Le Séducteur de François-Georges Mareschal de Bièvre : le marquis
- 1783 : Les Aveux difficiles d'Étienne Vigée : Cléante
- 1783 : Les Brames de Jean-François de La Harpe : Akébar
- 1784 : L'Avare cru bienfaisant de Jean-Louis Brousse-Desfaucherets : Flavicourt
- 1784 : La Fausse coquette d'Étienne Vigée : Florval
- 1784 : Le Mariage de Figaro de Beaumarchais : le comte Almaviva
- 1784 : Corneille aux Champs-Élysées de Honoré Jean Riouffe : Voltaire
- 1784 : Le Jaloux de Marc-Antoine-Jacques Rochon de Chabannes : le chevalier
- 1785 : L'Oncle et les tantes d'Adrien-Nicolas de La Salle : Florville
- 1785 : L'Épreuve délicate de Philippe-Antoine Grouvelle : Le marquis d'Armance
- 1785 : La Comtesse de Chazelle de Madame de Montesson : Le comte de Surville
- 1785 : Les Deux Frères de Guillaume Dubois de Rochefort : Le marquis d'Ormont
- 1785 : Les Épreuves de Nicolas-Julien Forgeot : Damis
- 1785 : Melcour et Verseuil de Pierre-Nicolas André de Murville : Melcour
- 1785 : Abdir d'Edme-Louis Billardon de Sauvigny : Abdir
- 1786 : Le Chevalier sans peur et sans reproche de Jacques-Marie Boutet de Monvel : Bayard
- 1786 : Le Mariage secret de Jean-Louis Brousse-Desfaucherets : Merval
- 1786 : Le Portrait de Jean-Louis Brousse-Desfaucherets : M. de Merseil
- 1786 : L'Inconstant de Jean-François Collin d'Harleville : Florimond
- 1786 : Les Coquettes rivales d'Étienne-François de Lantier : Le marquis de Champfleur
- 1786 : Tartuffe de Molière : Tartuffe
- 1787 : Rosaline de Joseph-Alexandre de Ségur : Floricourt
- 1788 : L'Entrevue d'Étienne Vigée : M. de Valmont
- 1788 : La Jeune épouse de Michel de Cubières-Palmezeaux : Terval
- 1788  : Le Faux noble de Michel Paul Guy de Chabanon : Le comte
- 1788  : L'Inconséquent d'Étienne-François de Lantier : Saint Léger
- 1788  : L'Optimiste de Jean-François Collin d'Harleville : Plinville
- 1789 : Le Bourgeois gentilhomme de Molière : Cléonte
- 1789 :  L'Esclavage des nègres d'Olympe de Gouges : M. de Saint-Frémont
- 1789 : La Fausse apparence de Barthélemy Imbert : le marquis d'Herfleur
- 1789 : Le Présomptueux de Fabre d'Églantine : Valère
- 1789 : Les Châteaux en Espagne de Jean-François Collin d'Harleville : Dorlange
- 1790 : L'Honnête criminel de Charles-Georges Fenouillot de Falbaire de Quingey : M. Dolban
- 1790 : Le Journaliste des ombres de Joseph Aude : Voltaire
- 1790 : Le Philinte de Molière ou la Suite du Misanthrope de Fabre d'Églantine : Alceste
- 1791 : Washington ou la Liberté du Nouveau-Monde d'Edme-Louis Billardon de Sauvigny : Laurens père
- 1792 : Le Faux insouciant de Louis-Jean Simonet de Maisonneuve : Dorville
- 1792 : Le Retour du mari de Joseph-Alexandre de Ségur : le baron
- 1792 : Le Vieux célibataire de Jean-François Collin d'Harleville : Dubriage
- 1792 : Le Bourgeois gentilhomme de Molière : Cléonte
- 1793 : Paméla ou La Vertu récompensée de Nicolas François de Neufchâteau d'après Samuel Richardson : Joseph Andreuss
- 1799 : La Mère coupable de Beaumarchais : Le comte Almaviva
- 1801 : L'Aimable vieillard d'Étienne Guillaume François de Favières et Augustin Creuzé de Lesser : Limeuil
- 1801 : Le Confident par hasard de Louis-François Faur : Blainville
- 1801 : Mélanie ou la Religieuse de Jean-François de La Harpe : Le curé

## Pour approfondir